# 론 리드
로널드 리 리드(영어: Ronald Lee Reed, 1942년 11월 2일~)는 미국의 프로 야구 선수이자 농구 선수이다. 전미 농구 협회(NBA)의 디트로이트 피스턴스에서 파워 포워드로 2시즌을 뛴 뒤 메이저 리그 베이스볼(MLB)에서 투수로 20년 가까이 활약했다.